# 多萊雷斯 (卡拉索省)
多萊雷斯（西班牙語：Dolores），是尼加拉瓜的城鎮，位於該國西部，由卡拉索省負責管轄，始建於1895年，面積3平方公里，海拔高度551米，2005年人口6,761，人口密度每平方公里2,253.67人。
11°51′N 86°13′W / 11.850°N 86.217°W